# الحرس الفتي
الحرس الفتي (بالروسية: Молодая гвардия)‏ (بالأوكرانية: Молода гвардія)‏ هي منظمة شبابية مناضلة في الاتحاد السوفيتي السابق، ظهرت خلال فترة الاحتلال النازي لمدينتهم السوفيتية كراسنودون (حاليًا في أوكرانيا) أثناء الحرب العالمية الثانية.